# ベレスチエ公
ベレスチエ公（ロシア語: князь берестейский、ベラルーシ語: князь берасцейскі）は、中世ルーシの公国の1つのベレスチエ公国の君主の称号である（「公」はクニャージからの訳出による）。公・公国の名は、その中心都市だったベレスチエ（現ブレスト）による。

## ベレスチエ公の一覧
- ロスチスラフ・ムスチスラヴィチ - 在位：? - 1093年
- ムスチスラフ・スヴャトポルコヴィチ - 在位：1093年 - 1097年[1]
- ヤロスラフ・ヤロポルコヴィチ(ru)[2] - 在位：1099年頃 - 1102年
- ヴャチェスラフ・ヤロポルコヴィチ[2] - 在位：1102年 - 1104年
- スヴャトポルク・ムスチスラヴィチ - 在位：1140年[3] - 1142年?
- ウラジーミル・アンドレエヴィチ - 在位：1154年 - 1156年
- ウラジーミル・ムスチスラヴィチ - 在位：? - 1173年
- スヴャトスラフ・ムスチスラヴィチ(uk) - 在位：1173年頃
- ヴァシリコ・ヤロポルチチ - 在位：1173 年頃 - 1182年以降

以降のベレスチエ
1179年、1182年にポーランド大公カジミェシュ2世が、1210年にマソフシェ公コンラト、クラクフ公レシェクが、一時的にベレスチエを占領している。その後ガーリチ・ヴォルィーニ公国、リトアニア大公国などを含めた係争地となり、最終的には1413年にリトアニア大公国のTrakų vaivadija （ロシア語転写：トラカイ・ヴォエヴォトストヴォ(ru)）となった。